# Renauldia mexicana
Renauldia mexicana là một loài Rêu trong họ Pterobryaceae. Loài này được (Mitt.) H.A. Crum miêu tả khoa học đầu tiên năm 1952.